# Terence MacSwiney
Terence MacSwiney (ur. 28 marca 1879 w Corku, zm. 25 października 1920 w Brixtonie) – irlandzki pisarz, poeta i dramatopisarz, bojownik o niepodległość Irlandii.

## Życiorys
Urodził się 28 marca 1879 r. w Corku jako syn irlandzkojęzycznego londyńskiego nauczyciela (a potem fabrykanta tytoniu w Cork) Johna MacSwineya i jego żony, angielskiej katoliczki Mary Wilkinson. Fabryka Johna MacSwineya upadła krótko przed urodzeniem jego syna, a on sam wyemigrował bez rodziny w 1885 r. do Australii, gdzie zmarł ok. 1895 r. Jego żona wychowywała samotnie ósemkę dzieci.
Terence MacSwiney uczęszczał do Christian Brothers’ North Monastery School w Cork, ale w wieku 15 lat musiał porzucić szkołę, by zacząć pracę. MacSwiney nie lubił jednak ograniczeń związanych z pracą i samodzielnie dokształcał się, by uzyskać lepsze wykształcenie. Studia w zakresie etyki ukończył w 1907 r. na Queens College w Cork, następnie został wykładowcą w Cork Municipal School of Commerce.
W 1899 r. współzakładał separatystyczne Celtic Literary Society, ale odszedł z niego po zawarciu przez tę organizację bliższych związków z Sinn Féin. W 1907 r. wydał manifest The music of freedom. Pozostawał w sporze z separatystami antyklerykalnymi, uznając ideały religijne i polityczne za nierozdzielne. Jako zapalony rowerzysta należał do Gaelic League, gdzie poznał Daniela Corkerya, wraz z którym stał się czołowym dramatopisarzem założonego w 1908 r. Cork Dramatic Society – jedną z jego prac jest The holocaust (1910), poświęcona cierpieniom rodzin robotników strajkujących podczas lokautu. Publikowane w latach 1912–1914 artykuły prezentujące poglądy MacSwineya zebrano następnie w książce The principles of freedom (1921).
MacSwiney odegrał znaczącą rolę w działalności corkijskiego oddziału Irlandzkich Ochotników, którego był jednym ze współtwórców, i od września do grudnia 1914 r. wydawał separatystyczny tygodnik Fianna Fáil, na którego wydawanie przeznaczył pieniądze ze sprzedaży prywatnego księgozbioru. Od 1912 r. był nauczycielem techniki i ze względu na częste podróże wiążące się z tą pracą mógł szkolić chętnych do służby w oddziałach Irlandzkich Ochotników. MacSwiney był także przewodniczącym Sinn Féin w Cork. W styczniu 1916 r. został osadzony w więzieniu za bunt. Brał udział w powstaniu wielkanocnym, jednak jego oddział nie wziął udziału w walce, gdyż Brytyjczycy przechwycili niemiecki statek z zaopatrzeniem. Za udział w powstaniu był więziony do grudnia 1916 r. w Reading i Wakefield Gaols, a w lutym następnego roku został deportowany z Irlandii do obozu internowania w Shrewsbury, a potem Bromyard. W czerwcu 1917 r. został zwolniony, ale już w listopadzie aresztowano go ponownie za noszenie munduru IRA. Podczas tego uwięzienia przez trzy dni prowadził głodówkę.
W 1918 r. został wybrany do Dáil Éireann jako reprezentant Mid Cork, zastępując D.D. Sheehana – w czasie wyborów wciąż pozostawał w więzieniu. Po zabójstwie Tomása Mac Curtaina, który sprawował funkcję Lord Mayor of Cork, MacSwiney – który był jego zastępcą, został wybrany jego następcą.
12 sierpnia 1920 r. został aresztowany za posiadanie nielegalnych artykułów i dokumentów, osądzony cztery dni później i skazany na dwa lata więzienia. Wyrok odsiadywał w Brixtonie w Anglii. Od początku podjął strajk głodowy, w wyniku którego zmarł. W ostatnich dniach podejmowano nieudane próby przymusowego karmienia, jednak 20 października zapadł w śpiączkę i zmarł pięć dni później po 73 dniach głodówki. Jego ciało wystawiono w katedrze św. Jerzego w Londynie, gdzie odwiedziło je 30 tys. ludzi. Brytyjskie władze obawiając się zamieszek w Dublinie, wysłały zwłoki bezpośrednio do Cork.
Od czasu internowania w Bromyard żonaty z Muriel Frances Murphy. Miał córkę Máire Brugha, która wyszła za polityka Ruairíego Brugha.